# Альмедінілья
Альмедінілья (ісп. Almedinilla) — муніципалітет в Іспанії, у складі автономної спільноти Андалусія, у провінції Кордова. Населення — 2524 особи (2010).
Муніципалітет розташований на відстані близько 330 км на південь від Мадрида, 80 км на південний схід від Кордови.
На території муніципалітету розташовані такі населені пункти: (дані про населення за 2010 рік)
- Альмедінілья: 1502 особи
- Бракана: 182 особи
- Ла-Карраска: 185 осіб
- Куеста-Бланка: 19 осіб
- Ла-Фуенте-Гранде: 411 осіб
- Сілерас: 178 осіб
- Вента-Валеро: 47 осіб

## Демографія
Динаміка населення (INE ):

## Галерея зображень

Розташування муніципалітету у провінції Кордова